# Andernach
Andernach je německé město v zemském okrese Mayen-Koblenz ve spolkové zemi Porýní-Falc. Žije v něm přibližně 30 tisíc obyvatel. Rozkládá se na levém břehu řeky Rýn blízko města Neuwied.

## Geografie
Městské části: Kernstadt, Eich, Kell, Miesenheim a Namedy.

## Dějiny
Město založili Římané v roce 12 př. n. l. jako Antunnacum, pravděpodobně na místě starší keltské osady. Od roku 1453 stojí ve městě 56 metrů vysoká věž Der Runde Turm. Patří mezi pozůstatky středověkého opevnění, které se s některými bránami a věžemi zachovaly dodnes. Z 11. století se zachoval katolický kostel Nanebevzetí Panny Marie (Pfarrkirche Maria Himmelfahrt, Liebfrauenkirche - Mariendom) a je nejstarší památkou ve městě.
O zdejší židovské komunitě se zmiňuje již Benjamín z Tudely, je zde přístupná mikve pocházející ze čtrnáctého století. Pocházel odsud humanistický filosof a lékař Johann Winter von Andernach. Město bylo součástí Kolínského kurfiřtství, v roce 1794 je obsadili Francouzi a po Vídeňském kongresu připadlo Prusku. V Andernachu v roce 1799 se odehrává povídka Honoré de Balzaca Červená hospoda, kterou v roce 1923 zfilmoval Jean Epstein.
Po druhé světové válce zde byl zřízen jeden ze zajateckých táborů komplexu Rheinwiesenlager.
Místní obyvatelé používají dialekt Annenache Platt.

## Ekonomika
Ve městě sídlí pobočka koncernu ThyssenKrupp, zaměřená na výrobu pocínovaných plechů.

## Turismus
Mezi místní turistické atrakce patří Gejzír Andernach, nejvyšší studený gejzír na světě, který dosahuje výšky 64 metrů. V městské části Namedy se nachází pozdně gotický hrad rodu Hohenzollernů. Technickou památkou je přístavní jeřáb ze šestnáctého století na břehu Rýna. Romantické údolí Rýna v okolí Andernachu je oblíbeným místem procházek. Nedaleko města se nachází kalderové jezero Laacher See. Bad Tönisstein je známý díky minerální vodě.

## Sport
Sídlí zde fotbalový klub SG 99 Andernach. Turner-Bund Andernach je známý díky úspěchům karatistů.

## Zajímavost
V roce 1993 zde vznikla šachová varianta Andernašské šachy.

## Rodáci
- Charles Bukowski – americký spisovatel
- Hans Belting – německý historik umění

## Galerie

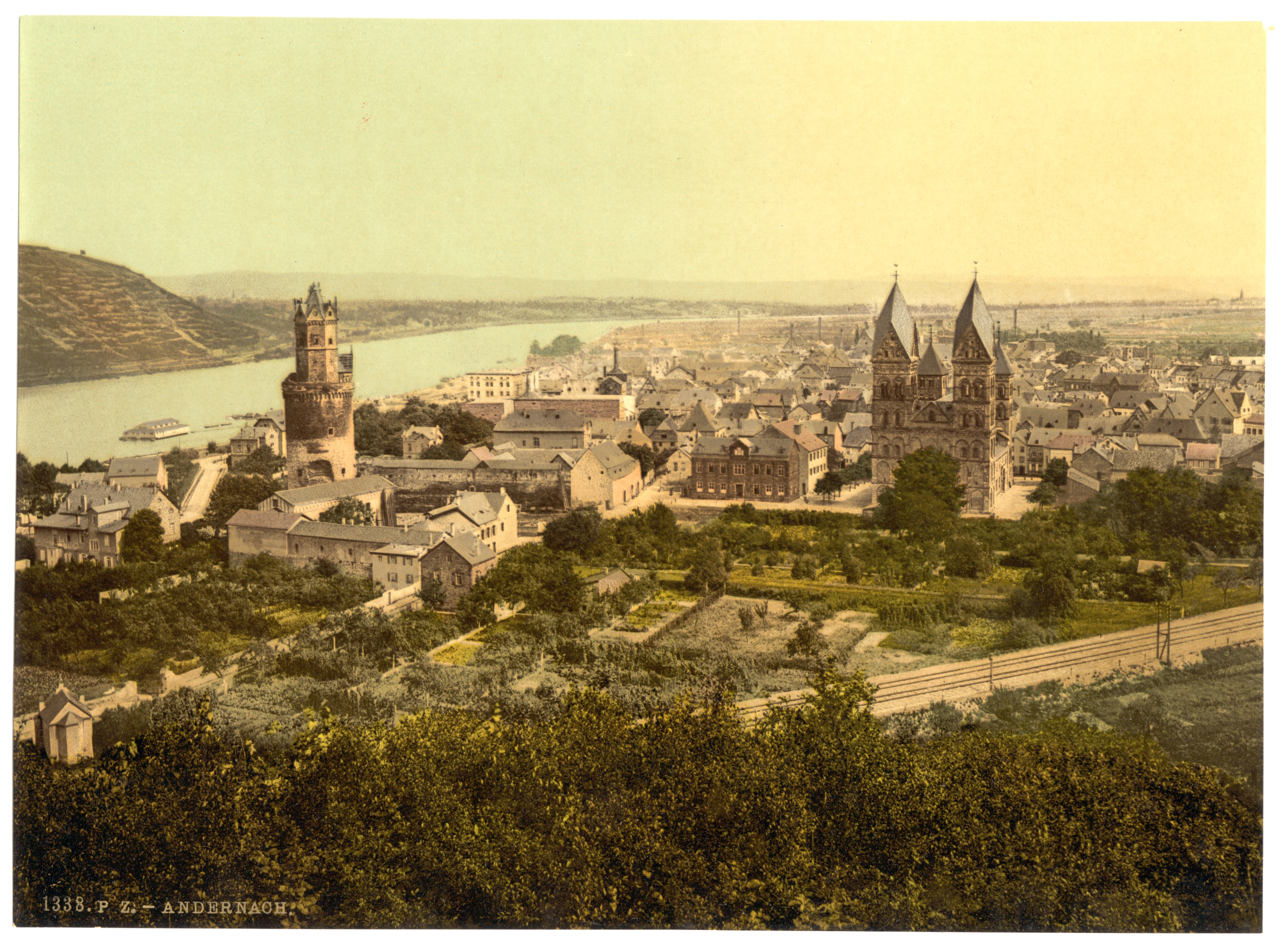
Město v roku 1900, na obrázku lze vidět věž Der Runde Turm a kostel Mariendom. V popředí železnice a v pozadí Rýn.
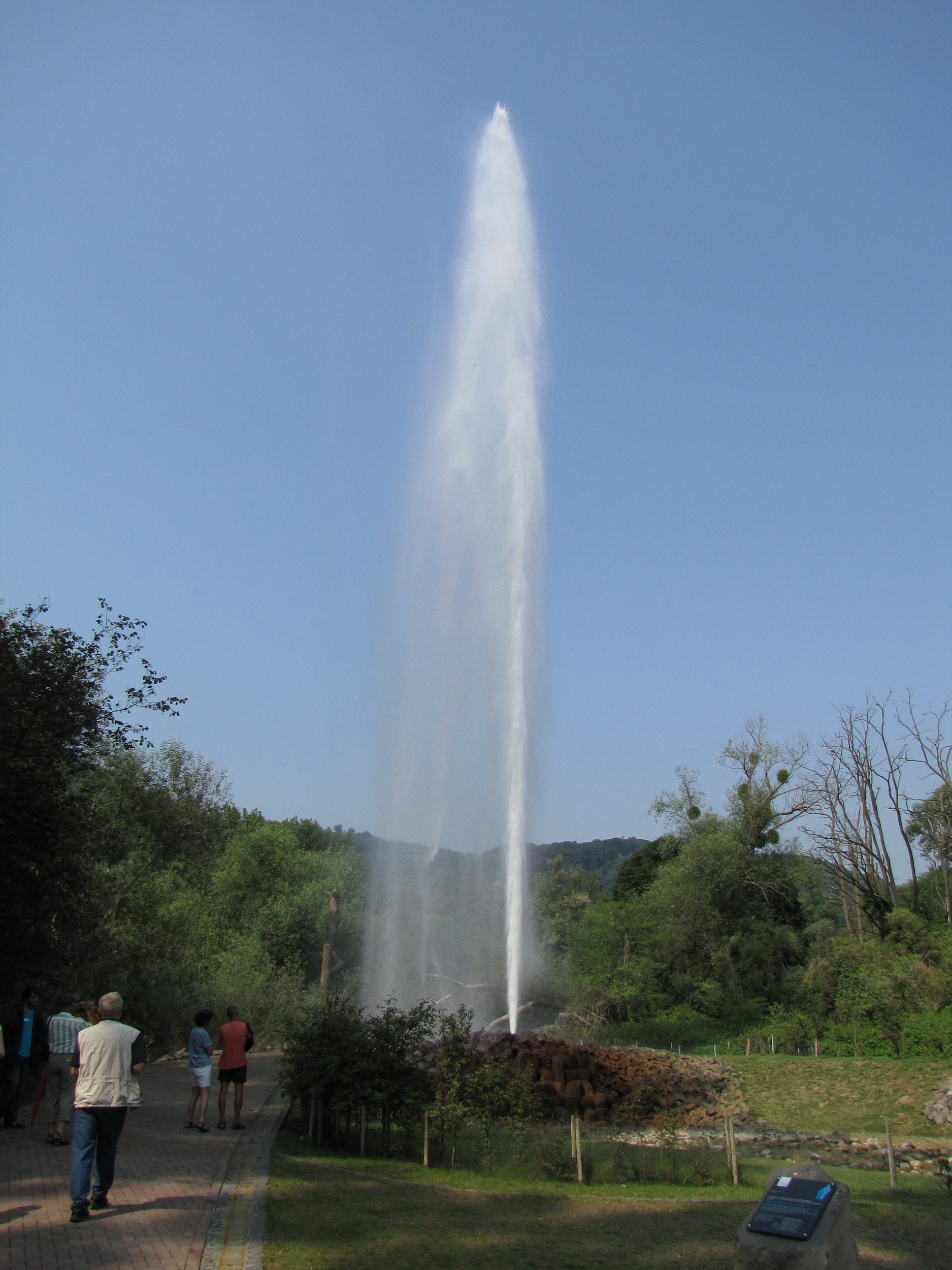
Gejzír Andernach